# セイライン・バレー

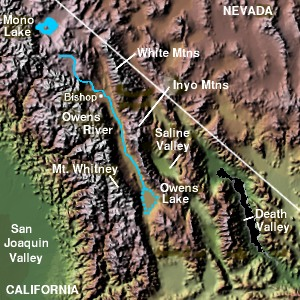
セイライン・バレー

セイライン・バレー (Saline Valley) は、カリフォルニア州南部のモハーヴェ砂漠北部を走る、乾燥した谷である。デスヴァレーの北西、オーエンズ・バレーの東に位置している。かつてセイライン・バレーの大部分はアメリカ合衆国土地管理局が所有していたが、デスヴァレー国立公園の保護範囲の拡大に伴い、1994年からはセイライン・バレーの大部分がデスヴァレー国立公園の一部として管理されている。